# ماکسی، موزامبیک
ماکسی (به لاتین: Maxixe) یک منطقهٔ مسکونی در موزامبیک است که در استان اینهامبانه واقع شده‌است.
 ماکسی  ۱۲۳,۸۶۸ نفر جمعیت دارد.